# Mazda Biante
 (août 2024).
Si vous disposez d'ouvrages ou d'articles de référence ou si vous connaissez des sites web de qualité traitant du thème abordé ici, merci de compléter l'article en donnant les références utiles à sa vérifiabilité et en les liant à la section « Notes et références ».
Le Mazda Biante est un monospace à 8 places, à portes arrière coulissantes fabriqué et commercialisé par le constructeur automobile Mazda. Lancé en juillet 2008, il est réservé au marché japonais.
Long de 4,72 m, il s'intercale, dans la gamme japonaise, entre le Premacy (Mazda 5 en Europe) et le grand MPV, et se distingue par son style insolite. Et notamment, par un effet de trompe-l'œil, donnant l'impression que les optiques avant constituent le prolongement de la surface vitrée latérale.
Deux moteurs essence sont proposés, un 2 litres et un 2,3 litres, le premier pouvant être livré en version quatre roues motrices (4WD), mais avec alors une boîte automatique à seulement 4 vitesses et non 5 comme sur le reste de la gamme. Dans ce cas également, le réservoir d'essence n'est que de 55 litres contre 60 litres sur les Biante à traction. Conçu en fonction des exigences de la seule clientèle japonaise, le Biante ne propose aucune boîte manuelle ni aucun diesel.
En juin 2009 une version i-stop sur le 2 litres (en traction) s'est ajoutée à la gamme. Bénéficiant d'un système "stop and start" (coupure automatique du moteur à l'arrêt), le Biante i-stop permet, selon son constructeur et selon les cycles de consommations en vigueur au Japon, de réduire la consommation de 6 à 7 %.
Les ventes du Biante ont déçu Mazda comme l'avait fait la dernière génération de MPV. À sa sortie, le constructeur avait annoncé un objectif de 3 000 ventes mensuelles. En 2008 et sur 6 mois de commercialisation, seuls 11 060 Biante étaient livrés, soit une moyenne mensuelle inférieure à 2 000 voitures. Sur l'ensemble de l'année 2009, les ventes ne dépassaient pas 10 860 exemplaires, soit cette fois moins de 1 000 exemplaires par mois.